# おまえに
『おまえに』は、日本の歌手、フランク永井の歌唱による歌謡曲である。

## 概要
- 作詞：岩谷時子　作曲：吉田正
- 1972年10月1日、1977年3月25日リリース（いずれもビクターレコード）
- 1973年盤は1966年の『大阪ろまん』B面と同一テイク。1977年盤は再録音。
- オリコンチャートの週間最高位は第22位、1977年度のオリコン年間チャート順位は第66位にランク。

## 解説
- 本曲は作曲家・吉田正が自らの人生を陰で支え続けた夫人に対する感謝の念を込めて作られた作品であり、吉田夫妻と親交のある岩谷時子が“おしどり夫婦”である同夫妻の仲睦まじさをイメージして作詞した、とも言われている。
- 元々は1966年に発売されたフランクのシングル『大阪ろまん』のB面（カップリング曲）であった。
- 1972年にシングルA面曲として発売した当初はあまり注目されなかったが、フランクの恩師である吉田の本曲に対する強い思いからフランク自身のコンサートや確実に高視聴率を取れるNHK紅白歌合戦などで歌い続け、更に有線放送の普及やカラオケブームなどで本曲が日本全国に広まったことも手伝って、その流れで1977年にシングルA面曲として再録音・再リリースし、ロングヒットに繋がった。
- 2008年10月27日に亡くなったフランクの集大成の曲である、とも言われている。

## NHK紅白歌合戦における歌唱
- 第25回（1974年、対戦曲：青江三奈『銀座ブルーナイト』）
- 第28回（1977年、対戦曲：いしだあゆみ『港・坂道・異人館』）
- 第32回（1981年、対戦曲：島倉千代子『鳳仙花』）

なお、白組司会はいずれも山川静夫（当時NHKアナウンサー）が担当した。